# Neues Schloss Wehr

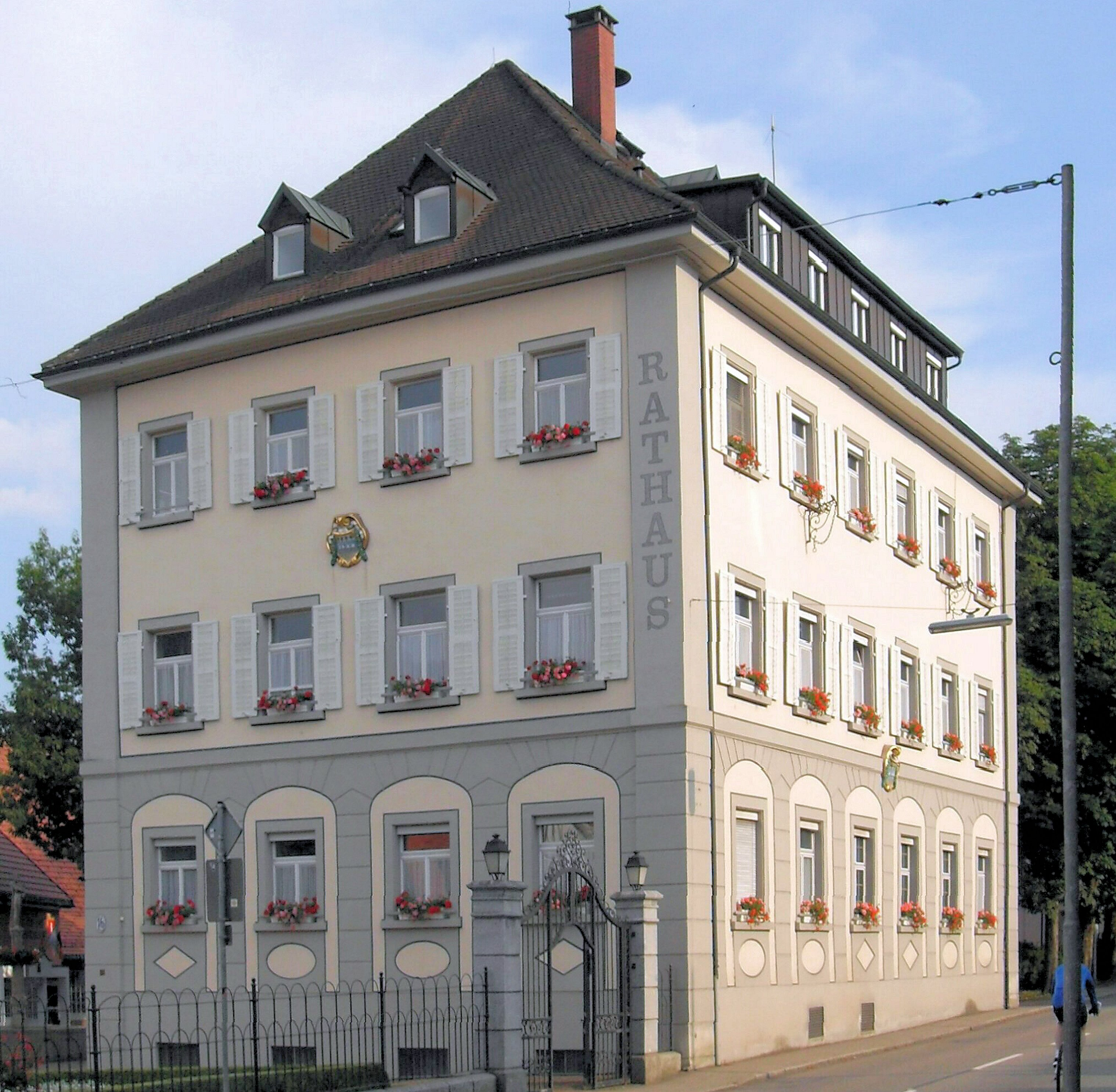
Das Neue Schloss in Wehr

Das Neue Schloss Wehr, auch Schönausches Schloss genannt, ist ein Schloss in der Stadt Wehr im Landkreis Waldshut im Baden-Württemberg bei 336 m über NN.
Das Schloss befindet sich in Wehr in der Hauptstraße 16. Das 1748 von den Freiherren von Schönau, Erbauer des alten Schlosses Wehr, als Herrensitz erbaute Schloss wurde 1825 aufgestockt und ist seit 100 Jahren das Rathaus der Stadt. Die Innenräume des Schlosses weisen zum Teil Decken mit reizvollen Rokokostuckaturen von Ludwig Bossi auf.